# シルバー・ピクチャーズ
シルバー・ピクチャーズ（Silver Pictures）は、ハリウッドの映画プロデューサーのジョエル・シルバーが1980年に設立した映画製作会社。

## 作品

### 映画
- ストリート・オブ・ファイヤー Streets of Fire (1984)
- マイナー・ブラザース/史上最大の賭け Brewster's Millions (1985)
- ときめきサイエンス Weird Science (1985)
- コマンドー Commando (1985)
- ジャンピン・ジャック・フラッシュ Jumpin' Jack Flash (1986)
- リーサル・ウェポン Lethal Weapon (1987)
- プレデター Predator (1987)
- アクション・ジャクソン/大都会最前線 Action Jackson (1988)
- ダイ・ハード Die Hard (1988)
- ロードハウス/孤独の街 Road House (1989)
- リーサル・ウェポン2/炎の約束 Lethal Weapon 2 (1989)
- ダイ・ハード2 Die Hard 2 (1990)
- フォード・フェアレーンの冒険 The Adventures of Ford Fairlane (1990)
- プレデター2 Predator 2 (1990)
- ハドソン・ホーク Hudson Hawk (1991)
- リコシェ Ricochet (1991)
- ラスト・ボーイスカウト The Last Boy Scout (1991)
- リーサル・ウェポン3 Lethal Weapon 3 (1992)
- デモリションマン Demolition Man (1993)
- 未来は今 The Hudsucker Proxy (1994)
- リッチー・リッチ Richie Rich (1994)
- 暗殺者 Assassins (1995)
- フェア・ゲーム Fair Game (1995)
- エグゼクティブ・デシジョン Executive Decision (1996)
- ファーザーズ・デイ Fathers' Day (1997)
- 陰謀のセオリー Conspiracy Theory (1997)
- リーサル・ウェポン4 Lethal Weapon 4 (1998)
- マトリックス The Matrix (1999)
- ロミオ・マスト・ダイ Romeo Must Die (2000)
- ダンジョン&ドラゴン Dungeons & Dragons (2000)
- DENGEKI 電撃 Exit Wounds (2001)
- ソードフィッシュ Swordfish (2001)
- ブラック・ダイヤモンド Cradle 2 the Grave (2003)
- マトリックス・リローデッド The Matrix Reloaded (2003)
- マトリックス・レボリューションズ The Matrix Revolutions (2003)
- キスキス,バンバン Kiss Kiss Bang Bang (2005)
- Vフォー・ヴェンデッタ V for Vendetta (2006)
- インベージョン The Invasion (2007)
- ブレイブ ワン The Brave One (2007)
- ブラザーサンタ Fred Claus (2007)
- スピード・レーサー Speed Racer (2008)
- ニンジャ・アサシン Ninja Assassin (2009)
- シャーロック・ホームズ Sherlock Holmes (2009)
- ザ・ウォーカー The Book of Eli (2010)
- The Factory (2011)
- シャーロック・ホームズ シャドウ ゲーム Sherlock Holmes: A Game of Shadows (2011)
- ザ・ガンマン The Gunman (2015)
- Lethal Weapon 5 (TBA)
- Hot Wheels (TBA)

### テレビ
- Action (1999–2000)
- Next Action Star (2004)
- ヴェロニカ・マーズ Veronica Mars (2004–2007)
- Moonlight (2007–2008)